# S-Adénosylhomocystéine
La S-adénosyl-L-homocystéine, généralement abrégée en SAH, est un dérivé d'acide aminé issu de la déméthylation de la S-adénosyl-L-méthionine (SAM). C'est une coenzyme intervenant dans de nombreuses voies métaboliques de la plupart des êtres vivants. C'est notamment un intermédiaire de synthèse de la cystéine et de l'adénosine.
La 3-déazaneplanocine A est un inhibiteur de la synthèse de la S-adénosylhomocystéine.